# Astragalus clusii
Astragalus clusii är en ärtväxtart som beskrevs av Pierre Edmond Boissier. Astragalus clusii ingår i släktet vedlar, och familjen ärtväxter. Inga underarter finns listade i Catalogue of Life.